# Tranh tự họa trong phục trang trắng

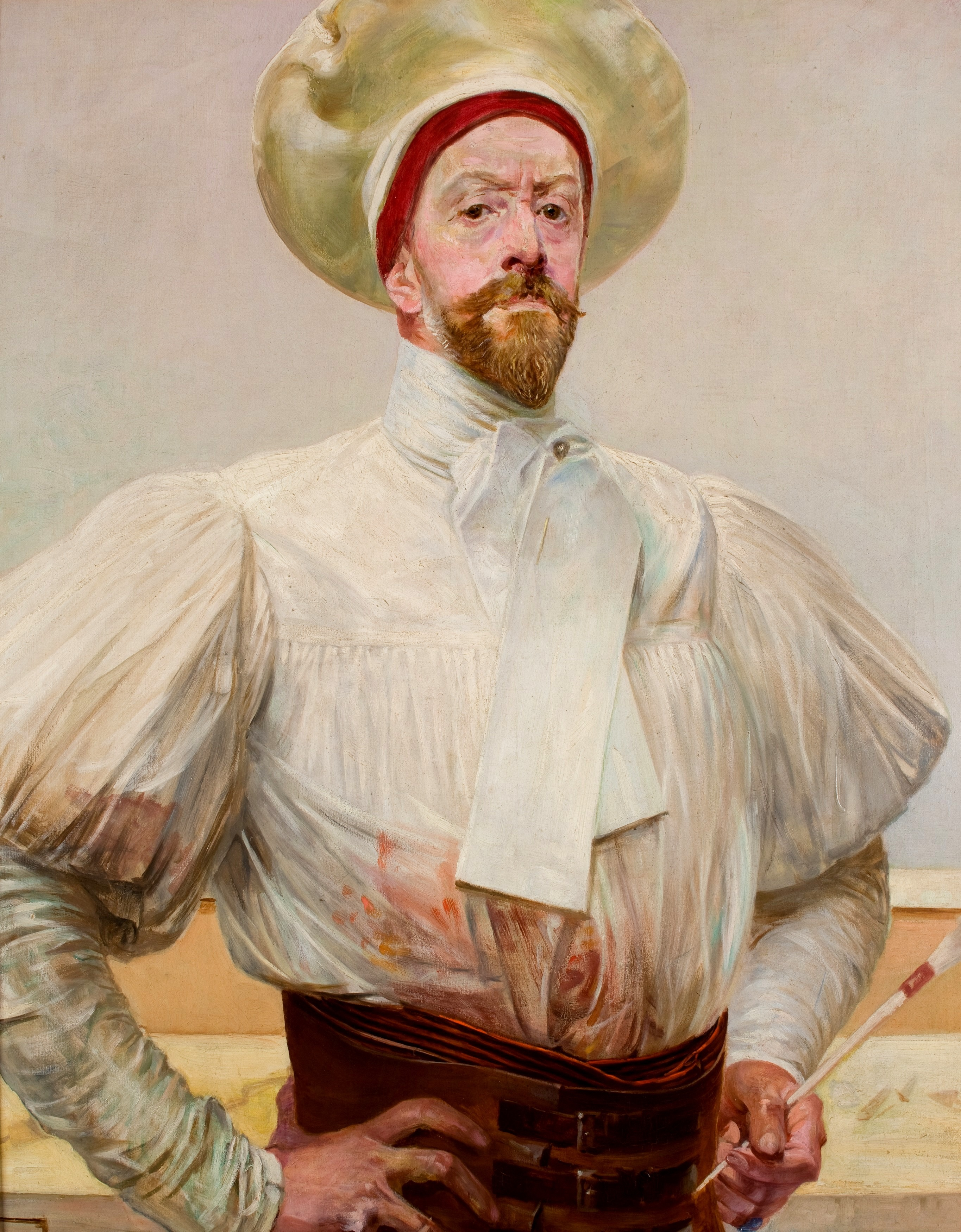
Tranh tự họa của Malczewski Jacek

Tranh tự họa trong phục trang trắng (Tiếng Anh: Self-portrait in White Dress) là một bức tranh tự họa vào năm 1914 của hoạ sĩ người Ba Lan Jacek Malczewski (1854-1929). Ông là một trong những họa sĩ trường phái biểu tượng có chân dung tự họa nhiều nhất của Ba Lan.

## Về họa sĩ
Malczewski vẽ ước tính khoảng hai nghìn bức tranh sơn dầu, trong đó có khoảng một nghìn hai trăm bức được liệt kê ngày nay. Chúng chủ yếu được tìm thấy trong các viện bảo tàng và bộ sưu tập tư nhân của Ba Lan. Các chủ đề chính của họa sĩ: những bức tranh hiện thực đại diện cho các chủ đề của các nghĩa sĩ yêu nước (1891-1892); tiêu biểu là các sáng tác biểu tượng (1890-1897); và nhiều bức chân dung tự họa, trình bày một số giai đoạn hoạt động của ông.

## Về bức tranh
Trong bức tranh tự họa, Malczewski tự mô tả bản thân trong chiếc áo phồng trắng đã lấm lem màu vẽ, đầu đội mũ nồi bạnh, cặp mắt tỏ vẻ hơi khó chịu dò xét, bàn tay chống hông và cầm chuôi cọ lông cùng nét mặt ngẩng cao với bộ ria mép đầy ngang ngạnh.
Nếu đọc lại lịch sử nghệ thuật, bầu không khí nghi lễ của bức chân dung bị xáo trộn bởi một chiếc mũ nồi giống chiếc mũ đầu bếp - một chi tiết tự mỉa mai được Malczewski cố tình đưa vào, có lẽ xuất phát từ chủ nghĩa lãng mạn.